# Narcisa Barañana de Goicoechea

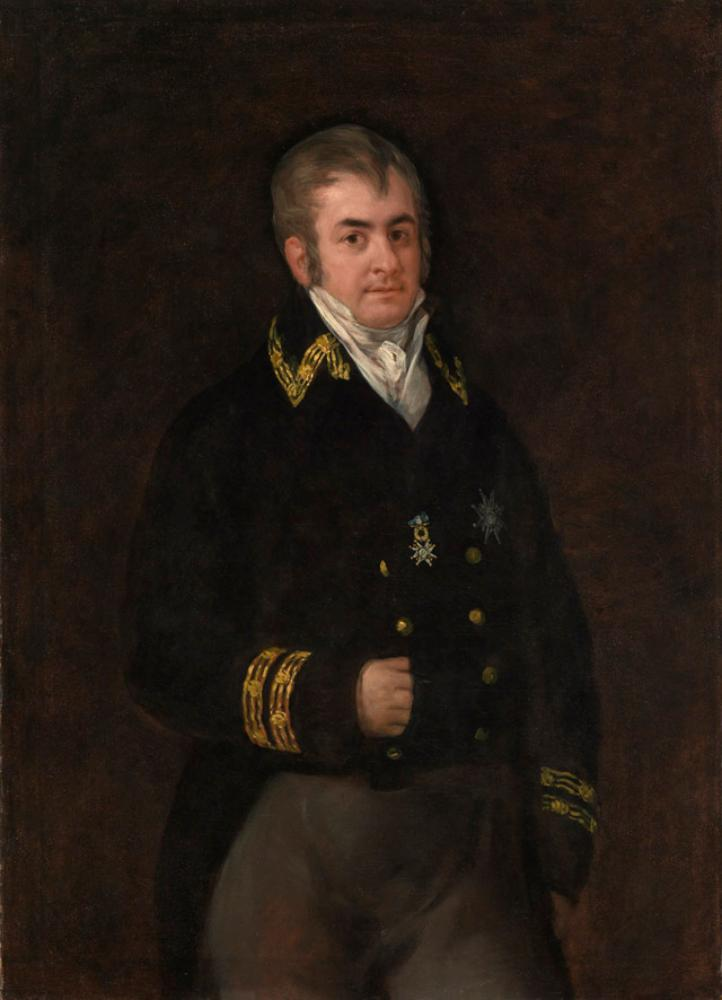
Portrait du mari de Narcisa Barañana par Goya.

Narcisa Barañana de Goicoechea est une peinture à l'huile attribuée au peintre espagnol Goya (1746-1828), réalisée dans les années 1810 et conservée au Metropolitan Museum of Art de New York.

## Contexte
Goya connaissait probablement Narcisa Barañana et son mari Juan Bautista de Goicoechea, car ils étaient parents de sa belle-fille Gumersinda Goicoechea. À l'occasion du mariage de son fils Javier et Gumersinda, en juillet 1805, le peintre fit le portrait de nombreux membres de la famille Goicoechea. Selon le Metropolitan Museum of Art, le portrait de Narcisa aurait pu être réalisé à l'époque du mariage de Javier, ou au plus tard en 1815-1816. Goya a également peint un portrait de son mari considéré comme un pendant, daté de 1810 ou 1815. La signature du peintre est visible sur la grande bague de Narcisa, procédé typique de son œuvre,, ainsi que la pose du modèle. Néanmoins, certains historiens ont émis des doutes sur cette attribution.

## Description
Narcisa est représentée assise dans une pose élégante dans un fauteuil au revêtement jaune. Elle porte une robe noire, les manches et le col sont bordés de dentelle et le décolleté est orné d'une rose. Sur la tête, elle porte une mantille noire et une décoration en forme de grand nœud bleu. C'est une combinaison d'éléments des modes espagnole et française. Dans sa main gauche, elle tient un éventail fermé. Elle fixe le spectateur d'un regard assuré. Goya a parfaitement rendu les propriétés des tissus : soie et tulle.

## Provenance
Les portraits de Narcisa Barañana et de son mari Juan Bautista de Goicoechea ont été présentés pour la première fois au public lors d'une exposition Goya à Madrid en 1900. À cette époque, ils appartenaient à la collection de Felipe Modeta. Le portrait de Narcisa a été ajouté à la collection Durand-Ruel à Paris. En 1903, il a été acheté par la famille Havemeyer de New York, qui en fit don au Metropolitan Museum of Art en 1929.